# 謝覚哉故居
謝覚哉故居（しゃかくさいこきょ）は、中華人民共和国の政治家の謝覚哉の生家である。湖南省長沙市の南西の寧郷市沙田郷に位置する。敷地面積は2100m2。土木構造。部屋が全部で10間ある。

## 歴史
謝覚哉故居は清の道光30年（1850年）に建てられた。
1997年、長沙市人民政府は故居を愛国教育基地市級文物保護単位に認定した。2000年長沙市人民政府は故居を市級文物保護単位に認定した。
2002年5月19日、湖南省人民政府は故居を省級文物保護単位に認定した。
2013年3月、中華人民共和国国務院は故郷を全国重点文物保護単位に認定した。
2004年4月、国内外観光客に一般公開される。

## ギャラリー
- 故居。
- 碑文。
- 銅像。

## 周辺建築
- 何叔衡故居
- 恵同廊橋